# Парламентские выборы в Испании (1919)
Парламентские выборы 1919 года в Испании прошли 1 июня.

## Предыстория
Выборы 1919 года состоялись на фоне беспрецедентного политического и экономического кризиса, поразившего Испанию в 1916 году. 15 апреля 1919 года, после того как за 13 месяцев сменилось четыре кабинета, правительство вновь возглавил Антонио Маура, включив в него «мауристас», «сьервистас» и одного независимого либерала. Новый премьер-министр распустил Конгресс депутатов и объявил о проведении новых выборов.
В преддверии выборов Антонио Маура смог создать проправительственную коалицию, включившую в свой состав помимо его Партии Мауриста также консерваторов-«сьервистас» и независимых католиков. В то же время в коалицию не вошла крупнейшая группировка консервативного лагеря, консерваторы-«датистас», принявшие участие в выборах как Либерально-консервативная партия.
На либеральном фланге не только не удалось преодолеть раскол, он ещё больше углубился. Группа независимых либералов, принимавших участие в прошлогодних выборах самостоятельно, образовали свою партию — Национальный монархический союз (исп. Unión Monárquica Nacional, UMN), которую возглавил промышленник Альфонс Сала-и-Аргеми. Видный деятель либералов, бывший министр общественных работ Нисето Алькала Самора-и-Торрес пошёл на выборы со своими сторонниками отдельно от других либеральных групп. В результате, в выборах 1919 года участвовали уже 6 либеральных списков, не считая независимых.
Не сумев добиться больших успехов единым списком республиканцы вновь разделились. Республиканская федерация Альваро де Альборноса и социалисты Пабло Иглесиаса воссоздали Союз республиканцев и социалистов, к которому присоединились республиканцы-автономисты и ряд независимых республиканцев. Умеренные республиканцы Мелькиадеса Альвареса, республиканцы-радикалы Алехандро Лерруса, республиканцы-федералисты и каталонские республиканцы, а также ряд каталонских республиканцев-националистов, принимали участие в выборах самостоятельно.

## Результаты
1 июня были избраны 409 членов Конгресса депутатов.
Больше всего мест (104 или 25,43 %) завоевала проправительственная коалиция во главе с Антонио Маура. Всего же консерваторы, считая Либерально-консервативную партию Эдуардо Дато смогли выиграть 198 мандатов (48,41 %). Их оппоненты из либерального лагеря в сумме набрали 140 мандатов (34,23 %).. Республиканцы, вновь разделившиеся, несколько уменьшили количество мандатов. Регионалисты впервые с выборов 1910 года понесли потери, уменьшив своё представительство в нижней палате парламента.
Полужирным шрифтом выделены участники проправительственной коалиции.
Итоги выборов в Конгресс депутатов Испании 1 июня 1919 года
| Партии и коалиции                                            | Партии и коалиции                                   | Партии и коалиции                                  | Партии и коалиции                           | Лидер                             | Голоса | Голоса | Голоса | Места      | Места      | Места |
| Партии и коалиции                                            | Партии и коалиции                                   | Партии и коалиции                                  | Партии и коалиции                           | Лидер                             | #      | %      | +/−    | Места      | +/−        | %     |
| ------------------------------------------------------------ | --------------------------------------------------- | -------------------------------------------------- | ------------------------------------------- | --------------------------------- | ------ | ------ | ------ | ---------- | ---------- | ----- |
|                                                              |                                                     | Либерально-консервативная партия                   | исп. Partido Liberal-Conservador, PLC       | Эдуардо Дато                      |        |        |        | 94         | ▼4         | 22,98 |
|                                                              | Партия Мауриста                                     | исп. Partido Maurista, (PM)                        | Антонио Маура                               |                                   |        |        | 68     | ▲37        | 16,63      |       |
|                                                              | Консерваторы-«сьервистас»                           | исп. Conservadores Ciervistas (CC)                 | Хуан де ля Сьерва                           |                                   |        |        | 32     | ▲8         | 7,82       |       |
|                                                              | Независимые католики                                | исп. Católico independiente                        | Мануэль Рохас Маркос                        |                                   |        |        | 4      | ▲2         | 0,98       |       |
| Все консерваторы                                             | Все консерваторы                                    | Все консерваторы                                   | Все консерваторы                            | Все консерваторы                  |        |        |        | 198        | ▲44        | 48,41 |
|                                                              |                                                     | Либерально-демократическая партия                  | исп. Partido Liberal Demócrata, PLD         | Мануэль Гарсия Прието             |        |        |        | 52         | ▼40        | 12,71 |
|                                                              | Либеральная партия                                  | исп. Partido Liberal, PL                           | Альваро де Фигероа и Торрес                 |                                   |        |        | 40     | ▼3         | 9,78       |       |
|                                                              | Либеральная левая                                   | исп. Izquierda Liberal, IzqL                       | Сантьяго Альба                              |                                   |        |        | 30     | ▲1         | 7,34       |       |
|                                                              | Национальный монархический союз                     | исп. Unión Monárquica Nacional, UMN                | Альфонс Сала                                |                                   |        |        | 6      | ▲3         | 1,47       |       |
|                                                              | Аграрные либералы («гассетистас»)                   | исп. Liberales agrarios ("gassetistas")            | Рафаэль Гассет                              |                                   |        |        | 5      | ▼2         | 1,22       |       |
|                                                              | Либералы-«нисетистас»                               | исп. Liberales "nicetistas"                        | Нисето Алькала Самора-и-Торрес              |                                   |        |        | 4      | Первый раз | 0,98       |       |
| Все либералы                                                 | Все либералы                                        | Все либералы                                       | Все либералы                                | Все либералы                      |        |        |        | 140        | ▼34        | 34,23 |
|                                                              |                                                     | Союз республиканцев и социалистов                  | исп. Conjunción Republicano-Socialista, CRS | Альваро Альборнос, Пабло Иглесиас |        |        |        | 15         | ▼2         | 3,67  |
|                                                              | Реформистская партия                                | исп. Partido Reformista, PR                        | Мелькиадес Альварес                         |                                   |        |        | 6      | ▼3         | 1,47       |       |
|                                                              | Республиканская партия Каталонии                    | кат. Partit Republicà Català, PRC                  | Габриэль Аломар                             |                                   |        |        | 5      | ▲1         | 1,22       |       |
|                                                              | Радикальная республиканская партия                  | исп. Partido Republicano Radical, PRR              | Алехандро Леррус                            |                                   |        |        | 4      | ▲2         | 0,98       |       |
|                                                              | Федеративная демократическая республиканская партия | исп. Partido Republicano Democrático Federal, PRDF | Хулиан Ногуэс                               |                                   |        |        | 1      | ▬          | 0,25       |       |
| Все республиканцы                                            | Все республиканцы                                   | Все республиканцы                                  | Все республиканцы                           | Все республиканцы                 |        |        |        | 33         | ▼3         | 8,07  |
|                                                              |                                                     | Регионалистская лига Каталонии                     | кат. Lliga Regionalista de Catalunya, LRC   | Франсеск Камбо                    |        |        |        | 14         | ▼7         | 3,42  |
|                                                              | Баскское националистическое причастие               | исп. Comunión Nacionalista Vasca, CoNV             | Рамон де ла Сота                            |                                   |        |        | 5      | ▼2         | 1,22       |       |
|                                                              | Монархическая автономистская федерация              | кат. Federació Monàrquica Autonomista, FMA         | Мануэль Жирона                              |                                   |        |        | 3      | Первый раз | 0,73       |       |
| Все регионалисты                                             | Все регионалисты                                    | Все регионалисты                                   | Все регионалисты                            | Все регионалисты                  |        |        |        | 24         | ▼7         | 5,87  |
|                                                              |                                                     | Традиционалистское причастие                       | исп. Comunión Tradicionalista, CT           | Паскуаль Комин                    |        |        |        | 4          | ▼4         | 0,98  |
|                                                              | Традиционалистская католическая партия              | исп. Partido Católico Tradicionalista              | Хуан Васкес де Мелья                        |                                   |        |        | 3      | Первый раз | 0,73       |       |
|                                                              | Национальная католическая партия                    | исп. Partido Católico Nacional, PCN                | Мануэль Сенанте                             |                                   |        |        | 1      | ▬          | 0,25       |       |
| Все карлисты и традиционалисты                               | Все карлисты и традиционалисты                      | Все карлисты и традиционалисты                     | Все карлисты и традиционалисты              | Все карлисты и традиционалисты    |        |        |        | 9          | ▼3         | 2,20  |
|                                                              |                                                     | Аграрии                                            | исп. Agrarios                               | Диего Мартин Велос                |        |        |        | 2          | Первый раз | 0,49  |
|                                                              | Другие                                              | Другие                                             | Другие                                      | Другие                            |        |        |        | 3          | ▲1         | 0,73  |
|                                                              |                                                     |                                                    |                                             |                                   |        |        |        |            |            |       |
| Всего                                                        | Всего                                               | Всего                                              | Всего                                       | Всего                             | н/д    | 100,00 |        | 409        | ▬          |       |
|                                                              |                                                     |                                                    |                                             |                                   |        |        |        |            |            |       |
| Источник: - Historia Electoral - Spain Historical Statistics |                                                     |                                                    |                                             |                                   |        |        |        |            |            |       |

1. ↑  Включая депутата, избранного в Бискайе от Лиги монархического действия
2. ↑  Учитываются депутаты из числа независимых либералов во главе с Альфонсом Сала
3. ↑  Включая 3 депутатов из числа независимых либералов
4. ↑  Включая 8 депутатов от Республиканской федерации + независимые республиканцы, 6 социалистов и один республиканец-автономист
5. ↑  Включая двоих каталонских независимых республиканцев-националистов
6. ↑  Включая по одному арагонскому и леонскому регионалисту
7. ↑  Включая католика-карлиста
8. ↑  По одному бывшему республиканцу, баскскому династисту и независимому династисту

## Результаты по регионам
Наибольшего успеха на провинциальном уровне достигли консерваторы-«датистас», сумев занять первое место по количеству избранных депутатов в 13 провинциях. Проправительственная коалиция Антонио Маура победила в 11 провинциях. Либералы выиграли выборы в 9 провинциях, в том числе либеральные демократы заняли первое место в 6 провинциях, по одной победе одержали либералы-«романонистас», левые либералы и национал-монархисты. Регионалисты выиграли выборы в 2 провинциях, каталонские в Барселоне, баскские в Бискайе. В провинции Мадрид победил Союз республиканцев и социалистов. В Паленсии, Наварре, Сьюдад-Реале и Кадисе первое место поделили проправительственная коалиция и консерваторы-«датистас», в Луго — консерваторы-«датистас» и либералы-«романонистас», в Саламанке — левые либералы и «романонистас», в Вальядолиде — проправительственная коалиция и левые либералы, в Льейде — каталонские регионалисты и национал-монархисты, в Таррагоне — республиканцы и национал-монархисты, на Балеарах — проправительственная коалиция, консерваторы-«датистас» и левые либералы, в Алаве — независимые династисты, карлисты-католики и консерваторы"датистас", в Альмерии — проправительственная коалиция, консерваторы-«датистас» и либеральные демократы. В Гипускоа, как и на предыдущих выборах, 5 мест достались кандидатам 5 разных партий (три из них традиционалистские).
В Мадриде 6 мандатов из 8 выиграл Союз республиканцев и социалистов (из них 4 взяла Республиканская федерация и два социалисты), оставшиеся 2 поделили левые либералы и консерваторы-«мауристас». В Барселоне победили регионалисты, выиграв 5 мандатов из 7 (из них 4 взяла Регионалистская лига, ещё один их союзники из числа каталонских карлистов), оставшиеся 2 поделили республиканцы-радикалы и каталонские республиканцы. В Севилье по 2 места заняли левые либералы и консерваторы-«датистас», оставшийся пятый мандат получили консерваторы-«мауристас». В Валенсии по одному мандату завоевали консерваторы-«датистас», республиканцы-автономисты и карлисты.

## После выборов
25 июня 1919 года новым председателем Конгресса депутатов был избран Хуан Армада, маркиза де Фигероа (Партия Мауриста), за которого проголосовали 167 парламентариев, либералы не участвовали в голосовании. 29 июля 1919 года его сменил Хосе Санчеса Герра (Либерально-консервативная партия). Председателем Сената стал Мануэль Альендесаласар (Либерально-консервативная партия), которого в декабре 1919 года сменил Хоакин Санчес де Тока (Либерально-консервативная партия).
20 июля 1919 года Антонио Маура на посту премьера сменил Хоакин Санчес де Тока, представлявший Либерально-консервативную партию Эдуардо Дато. После его падения 12 декабря 1919 года и неспособности Дато получить устойчивое большинство в свою поддержку, либерал-консерватор Мануэль Альендесаласар сформировал правительство национальной концентрации, в которое вошли консерваторы («датистас» и «мауристас») и либералы (либеральные демократы и левые либералы). Новый кабинет проработал до 5 мая 1920 года.